# Henri Laurent
Henri Albert Fernand Laurent (* 1. April 1881 in Beaulieu-sur-Loire; † 14. Februar 1954 in La Rochelle) war ein französischer Fechter.

## Erfolge
Henri Laurent nahm 1900 in London an den Olympischen Spielen im Degenfechten teil. Im Wettbewerb der Fechtmeister gewann er die Bronzemedaille. Damit qualifizierte er sich auch für das Degenfechten für Amateure und Fechtmeister, in dem die jeweils vier bestplatzierten Fechter der Wettkämpfe für Amateure und Fechtmeister aufeinander trafen. Laurent gewann zwei seiner sieben Gefechte und belegte gemeinsam mit drei weiteren Fechtern den geteilten fünften Rang.